# Schmuel Katz

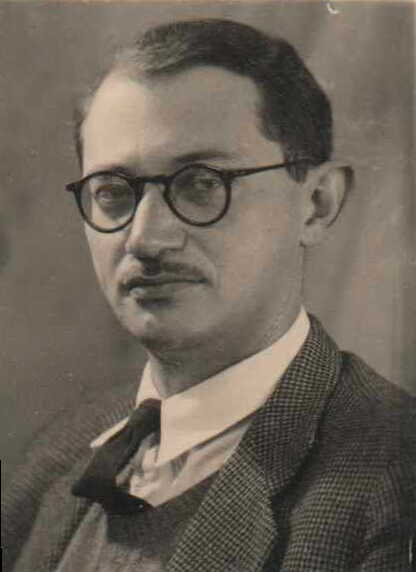
Schamuel Katz

Schmuel „Muki“ Katz (hebräisch שמואל „מוקי“ כץ‎; * 9. Dezember 1914 in Johannesburg, Südafrika; † 9. Mai 2008 in Tel Aviv) war ein israelischer Politiker, Schriftsteller, Historiker und Journalist.
1930 schloss sich Katz der Betar an. Nach einem Studium an der Witwatersrand-Universität wanderte er 1936 nach Palästina ein und wurde bald nach seiner Ankunft Mitglied der Irgun Tzwai Le’umi. 1939 wurde er von Zeev Jabotinsky nach London geschickt, wo er Vorträge über Palästina hielt und die revisionistische Zeitschrift The Jewish Standard gründete und in den Kriegsjahren deren Redakteur war. 1946 kehrte er nach Palästina zurück und war 1948 Mitorganisator für die Fahrt der Altalena. Vom 14. Februar 1949 bis zum 20. August 1951 war er Abgeordneter der Cherut in der ersten Knesset. Er schrieb eine Biografie Jabotinskys.

## Werke
- Battleground. Fact and Fantasy in Palestine. Taylor Productions, 2002. Online-Auszüge (englisch)